# Bazzania sandei
Bazzania sandei là một loài rêu tản trong họ Lepidoziaceae. Loài này được (Stephani) Schiffner miêu tả khoa học lần đầu tiên năm 1898.